# Robert Fuest
Robert Fuest (* 30. September 1927 in London, England; † 21. März 2012 ebenda) war ein britischer Regisseur, Szenenbildner und Drehbuchautor.

## Karriere
Fuest hat überwiegend in den Genres Horror und Fantasy gearbeitet. Ende der 1960er Jahre führte er Regie bei einigen Folgen der bekannten Agentenserie Mit Schirm, Charme und Melone. Zu seinen bekanntesten Filmen zählen Klassiker wie Das Schreckenskabinett des Dr. Phibes sowie Die Rückkehr des Dr. Phibes mit Vincent Price in der Titelrolle und weitere Filme, die oftmals durch einen unterschwelligen schwarzen Humor geprägt sind.
Daneben führte er auch Regie in der Romanverfilmung Sturmhöhe (mit Timothy Dalton) und in Thrillern wie Tödliche Ferien, der zwar gute Kritiken erntete, jedoch nur wenig kommerziellen Erfolg erbrachte, oder der in den USA gedrehte Horror-Film Nachts, wenn die Leichen schreien. Letzterer jedoch erhielt derart vernichtende Kommentare, dass seine Karriere Schaden nahm. Ab Mitte der 1970er Jahre führte Robert Fuest weitestgehend Regie bei eher unbekannt gebliebenen Fernsehproduktionen und -serien. Die einzige bekanntere Produktion der 1980er ist der Erotikfilm Aphrodite – Im Wendekreis der Begierde (mit Horst Buchholz), der in Griechenland gefilmt wurde.
Neben seiner Arbeit als Regisseur und Szenenbildner schrieb er auch einige Drehbücher, so beispielsweise für Die Rückkehr des Dr. Phibes. Sechs Folgen der Fernsehserie The Optimist, bei denen er auch Regie führte, stammen aus seiner Feder.

## Filmografie (Regie, Auswahl)
- 1968: Just Like a Woman
- 1968–1969: Mit Schirm, Charme und Melone (The Avengers, Fernsehserie)
- 1970: Sturmhöhe (Wuthering Heights)
- 1970: Tödliche Ferien (And Soon the Darkness)
- 1971: Das Schreckenskabinett des Dr. Phibes (The Abominable Dr. Phibes)
- 1972: Die Rückkehr des Dr. Phibes (Dr. Phibes Rises Again)
- 1973: Verrückt und gefährlich (The Final Programme)
- 1975: Nachts, wenn die Leichen schreien (The Devil’s Rain)
- 1976: Mit Schirm, Charme und Melone (The New Avengers, Fernsehserie)
- 1978: Geheimprojekt Doombolt (The Doombolt Chase, Fernsehserie)
- 1979: A Movie Star’s Daughter, TV
- 1980: The Gold Bug
- 1980: Terror in New York (The Revenge of the Stepford Wives)
- 1981: Mystery at Fire Island, TV
- 1981: The Big Stuffed Dog, TV
- 1982: Aphrodite: Im Wendekreis der Begierde (Aphrodite)
- 1984–1985: The Optimist (Fernsehserie)
- 1985: C.A.T.S. Eyes (Fernsehserie)
- 1986: Worlds Beyond (Fernsehserie)

## Auszeichnungen
- 1974: Goldmedaille beim Sitges Festival Internacional de Cinema de Catalunya als bester Regisseur eines Kinofilms für Die Rückkehr des Doktor Phibes
- 1976: Sonderpreis der Jury des Festival international du film fantastique d'Avoriaz für den Film Verrückt und gefährlich